# ALWAYS (芸能事務所)
株式会社ALWAYS（オールウェイズ）は、日本の芸能事務所。

## 概要
2018年に設立されていたが、芸能事務所として本格的な活動を開始したのは2022年から。所属タレント第1号はラフ×ラフ。
かつてフジテレビ系列で生放送されていたバラエティ番組「オールナイトフジコ」（2023年4月14日～2025年3月22日）に出演していた現役女子大生によるユニット・フジコーズのマネジメントも手掛けていた。

## 略歴
- 2018年11月29日 - 事務所設立。
- 2022年12月8日 - ラフ×ラフが活動開始し、所属タレントとなる。
- 2023年3月9日 - ラフ×ラフがデビュー曲「100億点」でメジャーデビュー[1]。
- 2023年4月15日 - 「オールナイトフジコ」（フジテレビ）放送開始に伴いフジコーズが所属。
- 2023年8月 - フジコーズの2期生募集オーディション開催。
- 2023年10月20日 - 同日に放送された「オールナイトフジコ」内でフジコーズ2期生6名がお披露目され、所属タレントとなる。
- 2023年12月13日 - フジコーズがデビューシングル「ウェーイTOKYO」でメジャーデビュー[2]。

## 社風
ルールで縛り付けることはなく、しっかり結果につながっていくような挑戦に裁量権を与えて取り組んでいける自由な環境である。

## 所属タレント
- ラフ×ラフ
- 市野瀬瞳
- お気に召せて（齋藤有紗・佐藤佳奈子）
- 梨子
- 佐藤佳奈子

## 過去に所属していた主なタレント
- 西村瑠香
- 前川歌音
- フジコーズ

## 関連人物
- 佐久間宣行 - 元テレビ東京社員でテレビプロデューサー・演出家。所属タレントであるラフ×ラフの総合プロデューサーであり、かつてはフジコーズが出演していた「オールナイトフジコ」（フジテレビ）のメインMCも務めていた。
- 秋元康 - フジコーズが出演している「オールナイトフジコ」の総合プロデューサーを務めており、デビューシングル「ウェーイTOKYO」の作詞も手掛けた。